# Gormflaith ingen Murchada
Gormflaith ingen Murchada (960-1030) fue una reina irlandesa.

## Vida
Nació en Naas, Condado Kildare, Irlanda, como hija de Murchad mac Finn, Rey de Leinster, hermana de su sucesor, Mael Mórdha mac Murchada. Según los anales, estuvo casada con Olaf Cuaran, rey Vikingo de Dublín y York hasta su muerte en 981; y fue la madre de su hijo Sigtrygg Silkbeard. Además, y quizás más conocido, tras la derrota de su hijo, Sigtrygg en la Batalla de Glen Mama en 999, Gormlaith estuvo casada con Brian Boru, el Rey de Munster y Rey Supremo de Irlanda, y fue madre de su hijo y Donnchad, posteriormente rey de Munster. Se dice que también estuvo casada con Máel Sechnaill mac Domnaill tras la muerte de Olaf, pero esto es dudoso dado que las fuentes para este matrimonio son menos fiables. Los anales irlandeses registran la muerte de Gormlaith en 1030. 
Gormlaith es más infame por presuntamente incitar a los hombres a tal grado que causó la Batalla de Clontarf en 1014. Dado que este episodio existe sólo en fuentes literarias no contemporáneas, y, de hecho, escritas mucho tiempo después de su muerte, es altamente improbable que tal acontecimiento llegara a suceder. Dado que la mayoría de las representaciones de Gormlaith fueron compuestas mucho después de su vida, se sabe muy poco acerca de su figura histórica real.

## Relatos analísticos y genealógicos
El primer comentario de los anales con respecto a Gormlaith aparece en los Anales de Inisfallen. Esta es una importante referencia para la historia de Munster, y como tal mantiene una preferencia por la monarquía y ascendencia de Munster. La entrada de su muerte fue compuesta 62 años después de su muerte, haciéndolo el más contemporáneo y aproximado en el tiempo. 

La hija de Murchad hijo de Finn, reina de Munster, muere.
Anales de Inisfallen, p. 197

El padre de Gormlaith fue Murchad, hijo de Finn y esta declaración respaldada con Reina de Munster, deja pocas dudas a los expertos acerca de que esto es acerca de Gormlaith.
Los Anales de Tigernach es el siguiente documento contemporáneo con referencias a Gormlaith. Estos anales, compilados en las midlands irlandesas declaran,

Gormlaith, hija de Murchad, hijo de Finn, madre de Sitric, hijo de Amlaíb Cuarán, rey de los Extranjeros, y de Donnachad, hijo de Brian, rey de Munster, murió.
Anales de Tigernach, p. 371

Gormlaith aparece también en los escritos genealógicos elaborados más de 100 años después de su muerte. Se menciona por vez primera en el Banshenchas, el cual es esencialmente un catálogo de mujeres irlandesas medievales famosas. La entrada en este texto repite la mención de los anales y los nombres de Olaf Cuaran y Brian Boru como sus maridos y Sigtrygg y Donnchad como sus hijos.
Gormlaith también se menciona en las genealogías del siglo XII encontradas en el Libro de Leinster datadas entre 1150-1201. De esta entrada deriva el poema de los famosos "tres saltos" de Gormlaith, que dice que hizo "salto en Dublín, un salto en Tara y un salto en Cashel". Algunos académicos han utilizado estos "tres saltos" como evidencia de sus tres matrimonios con Olaf Cuaran, Brian Boru y Máel Sechnaill, contradiciendo los anales que únicamente mencionan dos matrimonios. 
En particular, la validez de este tercer matrimonio con Máel Sechnaill y su divorcio alegado de Brian Boru, ha sido tema de disputa. El poema de "tres saltos" contenido en genealogías de siglo XII es el único texto irlandés medieval en sugerir un tercer matrimonio. Aun así, algunos estudiosos han argumentado que la referencia "tres saltos" está referida a niños y no a matrimonios.

## Informes literarios medievales
Gormlaith ha sido descrita en muchos contextos desde su muerte, y es muy conocida por su retrato en el Cogadh Gaedhil re Gallaibh Esta obra literaria de propaganda fue compuesta entre 1103 y 1111 por un descendiente de Brian Boru, Muirchertach Ua Briain. Este texto detalla el ascenso al poder de su illustre antepasado en un esfuerzo por destacar el prestigio de su dinastía. Gormlaith hace su aparición en una escena singular en que ha obtenido mucha notoriedad en fuentes subsiguientes. Para proporcionar contexto: su hermano, Mael Mordha, acaba de jurar vasallaje a Brian Boru. 

"En cuanto llegaron a Cenn Cordah, el rey se quitó su túnica y fue llevada a su hermana para que pusiera un botón de plata, viz. a Gormlaith, hija de Murchad, esposa de Brian'; y era la madre de Donnchad, hijo de Brian. La reina tomó la túnica y la lanzó al fuego; y comenzó a reprochar e incitar a su hermano porque le parecía mal que tuviera que prestar servicio y vasallaje y sufrir opresión de cualquiera o prestar lo que su padre o abuelo nunca prestaron y dijo que su hijo con Brian requeriría lo mismo de su hijo".
Todd, Cogadh Gaedhel Re Gallaibh, p. 143.

En esta descripción, Gormlaith, intenta infructuosamente que su hermano vaya a la guerra contra su marido Brian Boru.
Njál Saga, un trabajo literario irlandés del siglo XIII, se refiere a ella como Kormloð, y la retrata como una divorciada celosa en busca de venganza contra su exmarido Brian Boru.

“Era una mujer muy hermosa, pero sus mejores cualidades eran aquellas sobre las que no tenía control, y se decía comunmente que su carácter era malvado incluso si lo controlaba”.
Cook, Njal's Saga p. 296

 En esta narrativa, ella incita a su hijo Sigtrygg, a diferencia del Cogadh, donde intentaba incitar a su hermano, Mael Mordha. Animaba a Sigtrygg a reunir soporte creciente de los vikingos de fuera de Irlanda, especialmente del Conde Sigurd de Orkney y de Brodir de Man, prometiendo su mano en matrimonio. Este es el primer trabajo en el que se introduce la idea de que Gormlaith llegó a divorciarse de Brian.

## Narrativa de comienzos de la Edad Moderna
Más tensiones de carácter completamente negativo creadas por Gormlaith aparecen en la obra de Geoffrey Keating Foras Feasa Ar Eirinn compuesta en 1634. En este texto Keating hace explícito el vínculo entre las acciones de Gormlaith y la declaración de guerra de Máel Mórda. Los comentarios de Gormlaith pesan en Máel Mórda, contribuyendo a su pelea con Murchad y finalmente llevan al “rey de Leinster a buscar aliados en la guerra contra los Dál Cais”.

## Otras lecturas
- Raíces ancestrales de Colonizadores americanos Seguros Quién Vino a América Antes de que 1700 por Frederick Lewis Weis; Líneas 175-1, 239-2